# راونیشته (بروس)
راونیشته (به صربی: Ravnište) یک منطقهٔ مسکونی در صربستان است که در بروس واقع شده‌است. راونیشته ۹٫۵۹ کیلومتر مربع مساحت و ۸۳ نفر جمعیت دارد و ۸۹۱ متر بالاتر از سطح دریا واقع شده‌است.